# 里奇比 (愛達荷州)
里格比（英語：Rigby）是一個位於美國愛達荷州傑佛遜縣的城市。根據2010年美國人口普查，該地人口為3945人，而該地的面積約為6.13平方千米。同時該地也是傑佛遜縣的縣治。

## 地理
里格比的座標為43°40′26″N 111°54′59″W / 43.67389°N 111.91639°W，而該地的平均海拔高度為1480米（即4856英尺）。